# Pornsak Songsaeng
Pornsak Songsaeng (thaï : พรศักดิ์ ส่องแสง), nom de scène de Boonsao Prachantasen (thaï : บุญเสาร์ ประจันตะเสน), est un chanteur de mor lam et de luk thung thaïlandais, né le 2 novembre 1960 dans la province de Khon Kaen, et mort le 15 octobre 2021 dans la province de Nong Bua Lamphu,,.

## Biographie
Boonsao Prachantasen naît le 2 novembre 1960 dans le district de Ban Haet, dans la province de Khon Kaen,, et est le deuxième enfant (sur six) de parents paysans. Le nom de famille Prachantasen est considéré comme un nom de famille royal donné aux descendants des gouverneurs royaux.
Après avoir obtenu son diplôme de quatrième année à l'école, il aide ensuite ses parents dans les champs. Il entre ensuite en service militaire.
Il se lance dans la musique au début des années 1980, en formant notamment son groupe, le Champ Isan (thaï : แชมป์อีสาน) et en sortant son premier album : Suea Samnuek Bap (thaï : เสือสำนึกบาป), un album de lam long seulement chanté avec un khên. Le nom de Pornsak Songsaeng lui est attribué par Rak Watthanaya (thaï : รักษ์ วัฒนยา), aussi connu sous le nom de Khamhom Phohangnoi (thaï : คำหอม พ่อฮ้างน้อย) avant qu'il ne fonde son groupe.
Il connaît son plus grand succès à la fin 1986, lorsque sort son album Sao Chan Kang Kop (สาวจันทร์กั้งโกบ), un album de lam toei (ลำเต้ย). Il part alors en tournée dans tout le pays et, pour la première fois pour un artiste de mor lam, à l'étranger. Par cette popularité, un concert est organisé en mai 1987 entre lui et Bird Thongchai, un autre artiste (de musique string) également en pleine montée de popularité. 
En 2004, après plusieurs albums sans réel succès dans les années 1990, il retrouve une popularité avec son album Mi Mia Dek (มีเมียเด็ก), et en 2005, l'album Phu Phae Rak (ผู้แพ้รัก).

## Discographie

### Albums
- Suea Sam Nuek Bap (เสื้อสำนึกบาป)
- Num Na Nakhon Phanom (หนุ่มนานครพนม)
- Loi Phae (ลอยแพ)
- Mae Khong Krai (แม่ของใคร)
- Sao Chan Kang Kop (สาวจันทร์กั้งโกบ)
- Khon Klai Ban (คนไกลบ้าน)
- Phua Phloe Choe Kan (ผัวเผลอเจอกัน)
- Mi Mia Dek (มีเมียเด็ก)
- Phu Phae Rak (ผู้แพ้รัก)